# Фарго (сезон 3)
Третий сезон телесериала «Фарго» (англ. Fargo) в жанре криминальной драмы и чёрной комедии, создателем и автором которого является Ноа Хоули, транслировался в США на канале FX с 19 апреля по 21 июня 2017 года.

## Описание
Основные действия третьего сезона разворачиваются в период с декабря 2010 по март 2011 года в трёх городах штата Миннесота: Сент-Клауде, Иден-Валли и Иден-Прери. Сюжет развивается вокруг влюблённой пары — Рэя Стасси (Юэн Макгрегор) и Никки Сванго (Мэри Элизабет Уинстэд), которые после неудачной попытки ограбить брата Рэя — Эммита (также сыгранного Юэном Макгрегором) становятся вовлечёнными в дело о двойном убийстве. Одна из жертв — старый человек с загадочным прошлым, чья приёмная дочь Глория Бёргл (Кэрри Кун) работает в полиции. В то же время Эммит пытается разорвать связи с сомнительной организацией, у которой он одолжил деньги годом ранее, но у компании с её представителем В. М. Варгой (Дэвид Тьюлис) другие планы…

## В ролях
- Юэн Макгрегор — Эммит Стасси / Рэй Стасси
- Кэрри Кун — Глория Бёргл
- Мэри Элизабет Уинстэд — Никки Сванго
- Горан Богдан — Юрий Гурка
- Дэвид Тьюлис — В. М. Варга
- Майкл Стулбарг — Сай Фелтц
- Марк Форвард — Донни Машмэн
- Скут Макнейри — Морис Лефей
- Ши Уигхэм — Мо Дэммик
- Каран Сони — доктор Гомер Гилрут
- Оливия Сандовал — Винни Лопес, офицер полиции Сент-Клауда.
- Фред Меламед — Ховард Циммерман
- Томас Манн — Таддеус Мобли
- Мэри Макдоннелл — Руби Голдфарб
- Расселл Харвард — мистер Ренч
- Рэй Уайз — Пол Морран
- Ди Джей Куоллс — Голем
- Скотт Хайлендс —  Эннис Стасси, отчим Глории Бёргл

## Эпизоды
| № общий | № в сезоне | Название                                                            | Режиссёр       | Автор сценария                       | Дата премьеры  | Зрители в США (млн) |
| --- | ---------- | ------------------------------------------------------------------- | -------------- | ------------------------------------ | -------------- | ------------------- |
| 21 | 1          | «The Law of Vacant Places» «Закон свободных мест»                   | Ноа Хоули      | Ноа Хоули                            | 19 апреля 2017 | 1,42                |
| В 1988 году в Восточном Берлине Джейкоб Унгерлейдер подвергается допросу в связи со смертью женщины; Джейкоб утверждает, что его перепутали с кем-то другим. В 2010 году в Миннесоте офицер по условно-досрочному освобождению Рэй Стасси собирается жениться на своей подруге Никки Свонго, которая при этом находится на условном сроке и должна регулярно у него отмечаться. Рэй пытается занять денег у своего брата Эммита, чтобы заплатить за обручальное кольцо. Эммит отказывается, и братья спорят о наследстве своего отца, по которому они заключили сделку — Эммит получил ценную коллекцию марок, а Рэй получил «Шевроле Корвет». После неудачи с братом Рэй просит другого условно-осуждённого, Мориса Лефая, украсть марку у Эммита. Морис теряет адрес, но помнит фамилию Стасси. Тем временем Эммит собирается погасить крупный кредит, взятый 2 года назад, но узнаёт, что ссуда была инвестицией криминальной корпорации. Тем же вечером начальник полиции Глория Бургл и её сын уезжают после семейного праздника в доме своего отчима — Энниса Стасси, но возвращаются за забытым подарком. Они находят Энниса мёртвым, а дом ограбленным — Морис по ошибке убил Энниса. До прибытия подкрепления Глория обыскивает дом и находит тайник. В нём коробка, в которой несколько дешёвых фантастических книжек. Морис пытается шантажировать Рэя, но Никки и Рэй сбрасывают на него оконный кондиционер. Морис погибает. |            |                                                                     |                |                                      |                |                     |
| 22 | 2          | «The Principle of Restricted Choice» «Принцип ограниченного выбора» | Майкл Аппендал | Ноа Хоули                            | 26 апреля 2017 | 1,06                |
| Варга использует одну из стоянок Эммита для грузовика с явно подозрительным грузом. В стремлении узнать, кто такой В. М. Варга, Эммит нанимает частного детектива, который находит веб-сайт Варга и в результате этого запроса в сеть компьютер выключается. Чуть позже люди Варги сбрасывают детектива с высоты. Глория сталкивается с изменениями в её полицейском подразделении, а также узнаёт, что её отчим написал несколько научно-фантастических книг под именем Таддеус Мобли. Она посещает заправку, где в ночь убийства останавливался Морис, и узнаёт, что он вырвал страницу из телефонной книги. Никки советует Рэю помириться с братом и, пока они разговаривают, пытается выкрасть марку, однако обнаруживает лишь квитанцию от банковской ячейки. В ярости Никки оставляет использованный тампон в ящике стола. Оказалось, что Эммит убрал марку лишь потому, что собирался заменить рамку. На следующий день Сай (адвокат и бизнес-партнёр Эммита) встречается с Рэем и сообщает, что Рэй теперь не может разговаривать с братом, и несколько раз таранит машину Рэя. Варга занимает неиспользованное крыло в офисе Эммита. Он открывает им, что он криминальный бизнесмен, что стояночный бизнес Эммита его заинтересовал, и что по факту их проект уже в составе отмывочной незаконной деятельности Варги. |            |                                                                     |                |                                      |                |                     |
| 23 | 3          | «The Law of Non-Contradiction» «Закон непротиворечия»               | Джон Кэмерон   | Мэтт Уолперт и Бен Недиви            | 3 мая 2017     | 1,17                |
| В 1975 году в Лос-Анджелесе встречаются Таддеус Мобли и Говард Циммерман, который делает Мобли предложение адаптировать новеллу в фильм; Циммерман знакомит Мобли с актрисой Вивиан Лорд, вместе с Циммерманом они разводят Мобли на деньги. Когда Мобли понимает, что его обманули, он сильно избивает Циммермана. В Лос-Анджелесе в 2010 году Глория оказывается в том же мотеле, где жил Мобли. Она находит и Циммермана и Вивиан, оба сначала отрицают, что знали Мобли, но затем Вивиан рассказывает всю историю Глории. Перед отъездом из мотеля Глория находит на санфаянсе надпись производителя «Деннис Стасси», со смазанной буквой «Д». Вернувшись назад в Эден Вэлли, Глория узнаёт, что отпечатки пальцев Мориса идентифицированы, но сам он уже мёртв. На протяжении всей серии зритель видит сюжет про робота из книги Мобли, представленный как сны Глории. |            |                                                                     |                |                                      |                |                     |
| 24 | 4          | «The Narrow Escape Problem» «Проблема чудесного избавления»         | Майкл Аппендал | Моника Белетски                      | 10 мая 2017    | 1,05                |
| Рэй изменяет внешность, чтобы выглядеть как его брат Эммит, и приходит в банк, добиваясь доступа к банковской ячейке. В ячейке оказывается лишь прах умершей собаки; Рэй снимает со счёта брата 10 000 долларов и считает, что тем самым остался в выигрыше. Но удача отворачивается от Рэя: сначала к нему приходит полицейский Винни Лопез по поводу машины, которую повредил Сай, но Рэй отказывается от претензий; затем его посещает Глория, узнавшая, что Морис проходил условно-досрочное у Рэя; затем его вызывает начальник и показывает фотографии, где Рэй и Никки вместе на приёме у брата; Рэю приходится уволиться, чтобы от них с Никки отстали; наконец, на парковке Рэй видит, что у его машины заблокированы колеса. В итоге Рэй заливает своё горе в баре, а Никки в это время пытается договориться с их потенциальным спонсором по игре в бридж. Сай переживает неприятную встречу с Винни Лопез. Варга навязывается к Эммиту на семейный ужин и рассказывает ему о перспективах стать миллиардером. Поздним вечером Винни Лопез приходит к Глории с рассказом об обнаруженных совпадениях в фамилии Рэя, Эммита и Энниса. |            |                                                                     |                |                                      |                |                     |
| 25 | 5          | «The House of Special Purpose» «Дом специального назначения»        | Дервла Уолш    | Боб ДеЛаурентис                      | 17 мая 2017    | 0,98                |
| Жена Эммита Стелла находит на пороге дома письмо, предназначенное лично для Эммита; внутри записка шантажиста и видеозапись, на которой Эммит занимается любовью с какой-то рыжей девушкой. Стелла покидает дом мужа вместе со своей престарелой матерью. Рэй и Никки готовятся сделать запись поддельной измены — надевают парики, ставят камеру. В процессе подготовки Рэй просит у Никки руки и сердца, и получает согласие. Придя на работу, Сай видит, что его кабинет занял Варга и его люди. Варга унижает Сая — намекает, что совратил его жену, суёт свой член в кружку Сая, и заставляет его выпить воды из этой кружки. Затем Сай встречается с вдовой Голдфарб — потенциальным покупателей всей империи Стасси, но вынужден прервать встречу из-за сообщения от Эммита. В доме Эммита Сай имеет с ним довольно неприятный разговор, Эммит настаивает на том, что работа Сая — решать проблемы. Сай договаривается с Никки о встрече. Возле дома Рэя встречают полицейские — Глория и Лопез, и приглашают его поговорить в участке, но допрос в участке прерывает начальник полиции, который не верит в перспективы дела. Приехав в офис, на стоянке Эммит встречает Варга, который внушает Эммиту недоверие к Саю. Также оказывается, что Эммита в офисе ожидает сотрудник налоговой с внезапной проверкой, вызванной тем что со счёта Эммита была снята сумма в 10 000 долларов. Сай встречается с Никки в безлюдном месте, но на эту встречу приезжают следившие за Саем люди Варга; они жестоко избивают Никки.                                               |            |                                                                     |                |                                      |                |                     |
| 26 | 6          | «The Lord of No Mercy» «Господь немилосердный»                      | Дервла Уолш    | Ноа Хоули                            | 24 мая 2017    | 1,04                |
| Никки пытается восстановиться после избиения, они вместе с Рэем планируют отомстить Юрию и Мимо, но им приходится действовать осторожно. Варга рассказывает Эммиту и Саю о планах расширения: в течение трёх месяцев он планирует построить 16 гаражных зданий; Сай относится к этому с подозрением, но Эммит заинтересован. Офицеры Глория и Винни пытаются получить ответы от Эммита, но Варга пресекает эти попытки. Далее те же двое пытаются попасть в квартиру Рэя, но он не отвечает; встревоженные, они с Никки решают переехать в комнату отеля. Однако, оказывается что Рэй забыл взять деньги и вынужден вернуться в квартиру, где он застаёт Эммита. Эммит хочет отдать брату марку, ставшую предметом раздора, но Рэй отказывается. В процессе спора они толкают марку в массивной раме друг к другу, и в итоге рама разбивается, и стекло попадает Рэю в сонную артерию, он умирает. Эммит не знает, что делать, и в поисках помощи звонит Варга, который организует всё так, как будто Рэй избивал Никки и она решила отомстить. На дороге Глория меняет решение и поворачивает назад, чтобы расспросить Рэя у него дома. |            |                                                                     |                |                                      |                |                     |
| 27 | 7          | «The Law of Inevitability» «Закон неизбежности»                     | Майк Баркер    | Ноа Хоули, Мэтт Уолперт и Бен Недиви | 31 мая 2017    | 1,03                |
| Варга вскрывает подарки под ёлкой в доме Стасси. Глория и Винни находят труп Рэя в его квартире. За Никки приходит полиция, она пытается сбежать, но не успевает. В участке шеф Даммик пытается разговорить Никки, но она отказывается разговаривать без адвоката. Начальник офицера Винни требует, чтобы она вернулась к патрулированию улиц, а Глорию просит уйти, поскольку та находится вне своей юрисдикции. Тем не менее, Глория пытается добиться разговора с Никки; оказавшись возле её камеры, Глория становится свидетелем того, как неизвестный в форме пытается вколоть ей какую-то жидкость; Глории удаётся предотвратить эту попытку, но неизвестный скрывается; на вопросы Глории Никки советует ей «следовать за деньгами». Юрий успешно получает доступ к делу Стасси в полицейском участке. Эммит и Сай встречаются со вдовой Голдфарб; Эммит на эту встречу опаздывает и ведёт себя неестественно. В конце встречи появляется офицер Винни, чтобы сообщить о смерти Рэя; Сай отвозит Эммита домой. Никки нарушила условия досрочного освобождения, её помещают в тюремный автобус; соседом Никки оказывается «мистер Ренч» (немой убийца из 1-го сезона «Фарго»). На дороге Юрий подстраивает аварию, тюремный автобус переворачивается. |            |                                                                     |                |                                      |                |                     |
| 28 | 8          | «Who Rules the Land of Denial?» «Кто правит страной отрицания?»     | Майк Баркер    | Ноа Хоули и Моника Белетски          | 7 июня 2017    | 1,14                |
| После аварии Юрий, Мимо и Голем (человек Варги, который пытался убить Никки в полицейском участке) пытаются добраться до Никки. Однако пришедший в себя первым Ренч вместе с Никки освобождается от крепления к стенке и отбивается от Голема, скованные вместе Ренч и Никки бегут в лес. По их следу идут Юрий и Голем, а Мимо уезжает и убирает случайных свидетелей. В лесу люди Варги преследуют и ранят Никки и Ренча, но им удаётся обезглавить Голема цепью, а также ранить Юрия. Беглецы разбивают цепь и выходят из леса к боулингу, где Никки встречает мистического Пола Моррана (Рэй Уайз), который ободряет её, даёт наставления и говорит, где они могут взять машину, чтобы спастись. После их ухода в боулинг приходит Юрий. Пол Морран напоминает ему о его злодеяниях. В рождественское утро Глория вызвана на место преступления к тюремному автобусу. Сай отравлен Варгой и впал в кому. Два с половиной месяца спустя Никки и мистер Ренч все еще в бегах, Юрий пропал без вести, Глория официально понижена до помощника шефа, а Варга расширяет бизнес Стасси. Эммит навещает Сая в больнице, где "случайно" встречает Глорию и Винни. На стоянке его ждет Корвет Рэя, Эммит шокирован. В офисе, в его кабинете в каждой рамке изображения 2-центовой марки, у Эммита истерика. Он едет домой, но и здесь аномалии преследуют его, он обнаруживает на своём лице усы Рэя, которые оказываются фальшивыми. Эммит уверен, что Рэй жив и мстит ему. Варга хочет дать ему успокоительное, но Эммит обманывает его и приходит в участок Глории с повинной. |            |                                                                     |                |                                      |                |                     |
| 29 | 9          | «Aporia» «Апория»                                                   | Кит Гордон     | Ноа Хоули и Дино Де Лаурентис        | 14 июня 2017   | 1,19                |
| Мимо убивает осколком стекла в шею некоего Марвина Стасси. На допросе Эммит рассказывает Глории про обман с марками и «Корветом», про убийство. Варга переходит к 4-й стадии, фура переезжает, но по пути её захватывают Никки и Ренч, отгоняют на свалку и забирают документацию. Она звонит Варге и требует 2 миллиона. Глория звонит Винни Лопез насчёт её беседы с Роби Голдфарб и узнаёт про новое убийство Стасси. Полиция и Мо Дэммик исследуют труп Джорджа Стасси, чей нос и рот залиты клеем. По уликам выходят на рецидивиста Дональда Ву и после погони (не показана) арестовывают его. Дэммик раздувается от гордости и приказывает Глории бросить свои изыскания и отпустить Эммита. Мимо переходит к 5-й стадии, а Варга встречается с Никки в холле отеля, где некогда с Рэем заняла 3-е место в бридж. Пока Варга предлагает работу в компании «Нарвал», а она отказывается, Ренч обезвреживает Мимо со снайперской винтовкой. Никки назначает новую встречу. Глория выпускает Эммита, хотя понимает, что верховодит всеми Варга. В баре она рассказывает Винни про книгу о роботе Мински, о том, что её не замечают сенсоры, а в телефоне её не слышат. Она сомневается в своём существовании. Винни Лопез обнимает её, воодушевляет, после чего на Глорию стали реагировать умывальники и мыльницы. Аудитор Лаури Доллард получает пакет с пачкой документов. |            |                                                                     |                |                                      |                |                     |
| 30 | 10         | «Somebody to Love» «Любить кого-то»                                 | Кит Гордон     | Ноа Хоули                            | 21 июня 2017   | 1,22                |
| Глория пишет заявление об отставке, Доллард среди контрактов и счетов обнаруживает записку с её телефоном, Эммит подписывает бумаги для Варги. Глория с вещами уже уходит, когда раздаётся звонок, и аудитор сообщает ей о махинациях на 200 миллионов долларов. Она забирает заявление и едет к нему. Машина Эммита глохнет на дороге, к ней подъезжает Никки, чтоб расстрелять Эммита. Неожиданно подъезжает коп из полиции штата. Во время перестрелки коп и Никки убивают друг друга, Эммит уезжает. Глория и полиция убирают трупы с дороги. Эммит приезжает к жене, рыдает, она принимает его. Проходит 5 лет. Эммит после банкротства получил 2 года условно и якобы имеет 20 миллионов в офшоре. Он ужинает с семьёй и парализованным Саем, заменившим за семейным столом умершую к тому времени тещу-инвалида, идёт на кухню, где его убивает Ренч. Через 3 месяца в аэропорту задержан коммивояжёр Дэниел Рэнд, его допрашивает работающая в службе безопасности Глория Бёргл. Она-то знает, что это В.М. Варга, напоминает ему про убийства Стасси и предсказывает ему тюрьму. Он же заявляет что через пять минут в дверь войдет человек, которому Глория не сможет отказать, и скажет, что он свободен. Глория улыбается. Финальные титры. |            |                                                                     |                |                                      |                |                     |

## Комментарии
1. ↑  Отсылка к «принципу свободных мест» в бридже
2. ↑  Отсылка к «принципу ограниченного выбора» в бридже